# Argiope keyserlingi
Argiope keyserlingi  (лат.) — вид аранеоморфных пауков из семейства Araneidae, обитающий в Австралии. Назван в честь немецкого арахнолога Евгения фон Кайзерлинга (1832—1889).

## Описание
Внешне похож на близкородственный вид Argiope aetherea. Крупные популяции часто встречаются в парках и садах, особенно на листьях Lomandra longifolia. Сильно выражен половой диморфизм, самки гораздо крупнее самцов.

## Распространение
Вид распространён на восточном побережье Нового Южного Уэльса в центральном и южном Квинсленде и на острове Лорд-Хау.

## Естественные враги
Естественными врагами вида являются богомолы семейства Mantidae и птицы.

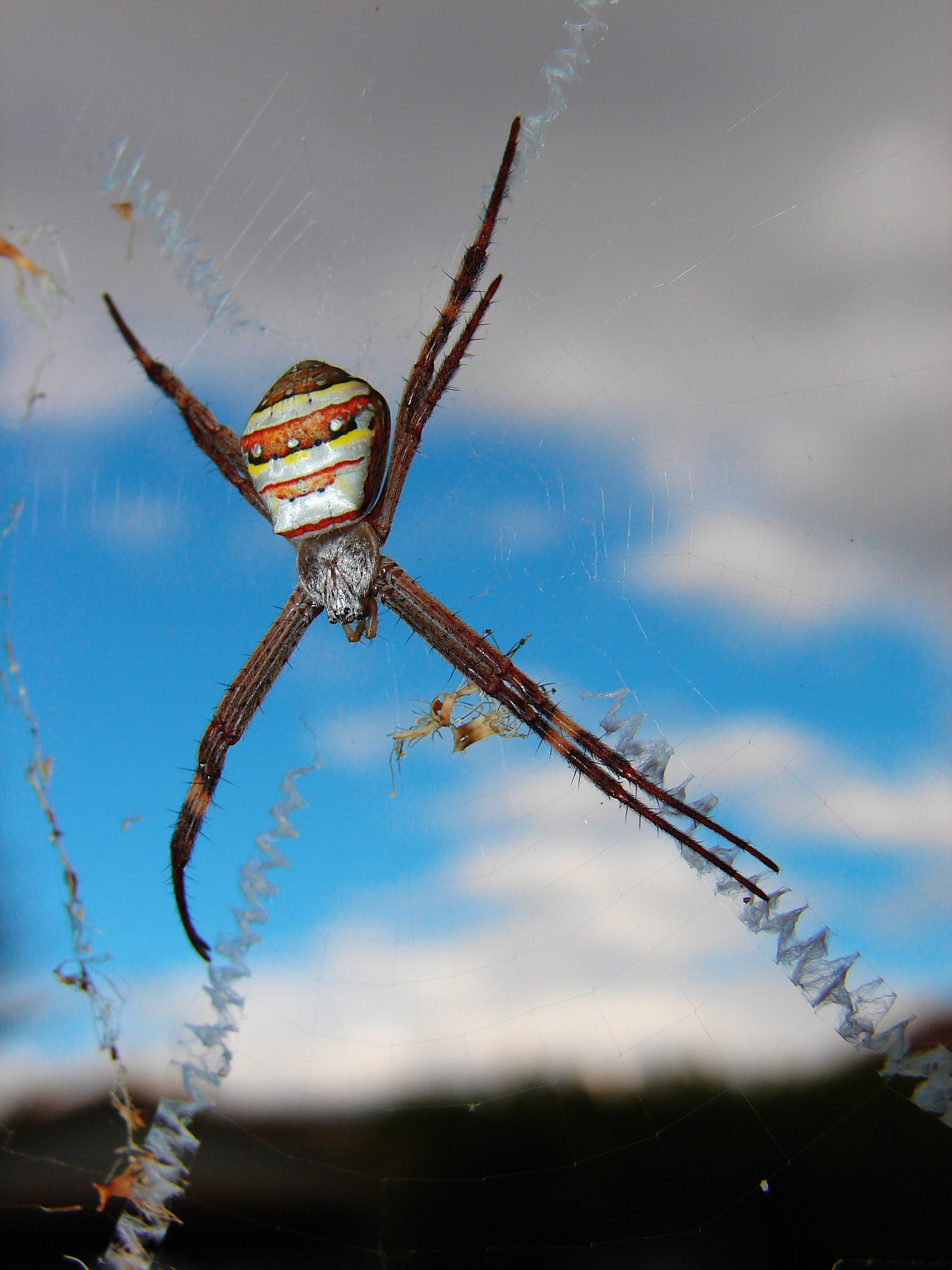
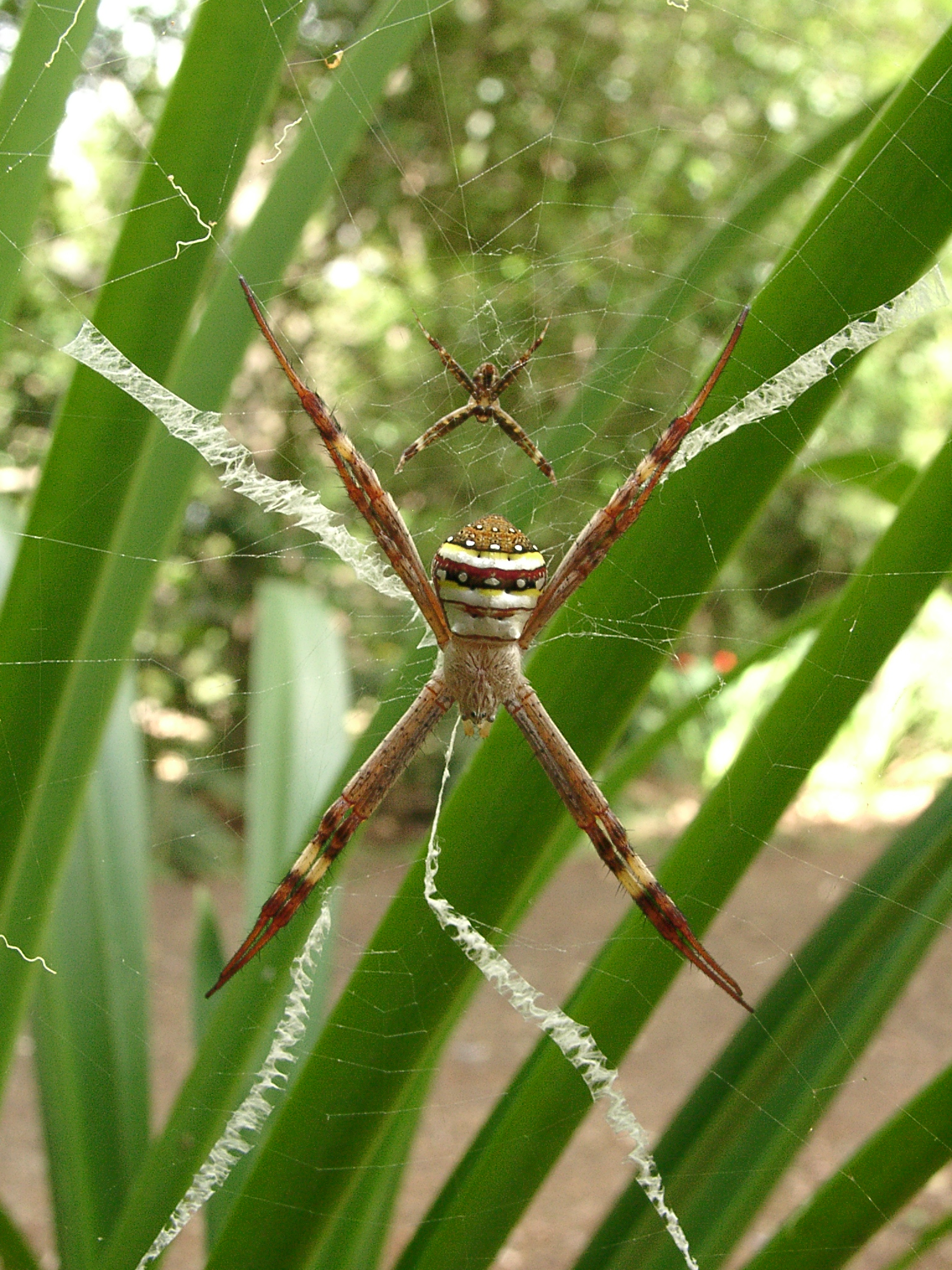
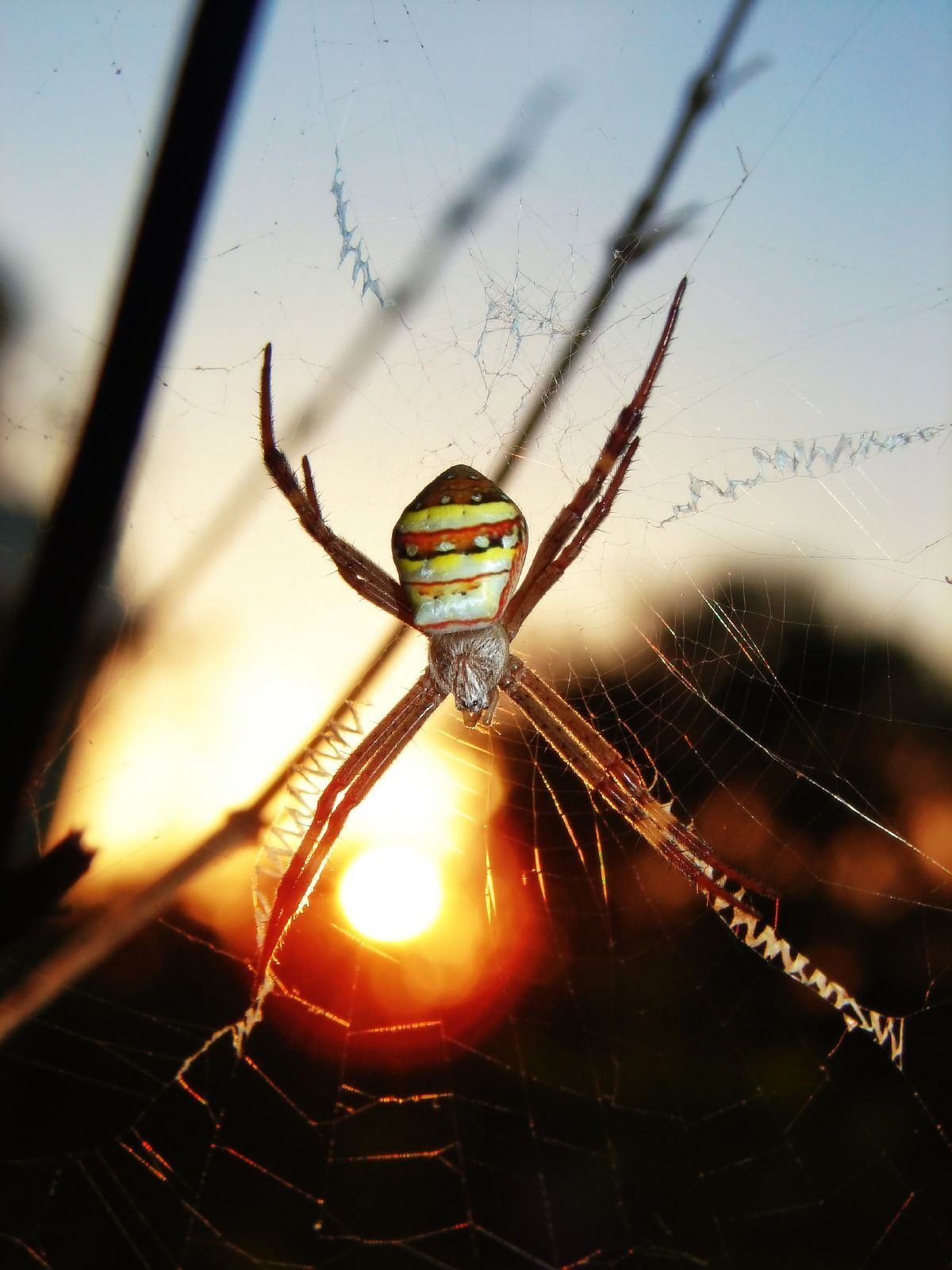